# Elektroskop

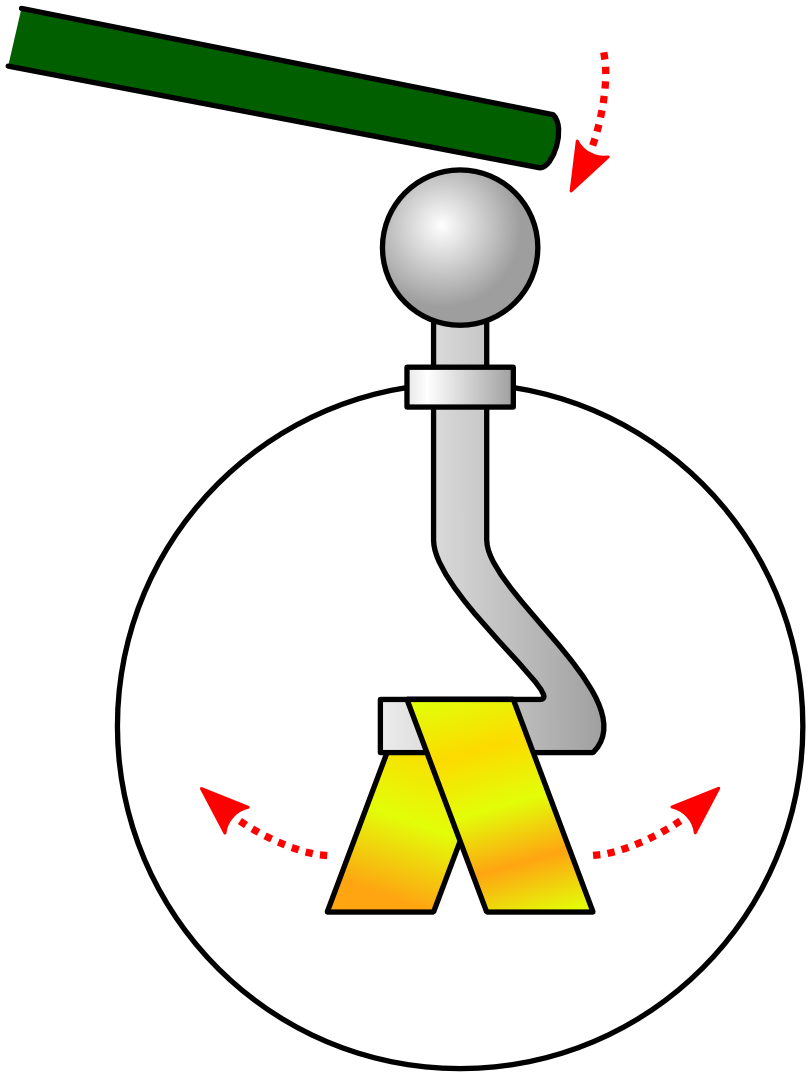
Schemat działania elektroskopu

Elektroskop – aparat do wykrywania ładunku elektrycznego, a właściwie napięcia elektrycznego. Prosty elektroskop listkowy składa się z pionowego, metalowego pręta, na którego końcu są przymocowane przegubowo dwa prostokątne listki z cienkiej i lekkiej folii przewodzącej prąd. Wykorzystuje zjawisko odpychania się jednoimiennych ładunków elektrycznych. Przy zetknięciu pręta z obiektem naładowanym elektrycznie część ładunku przepływa z tego obiektu do elektroskopu, listki folii odpychają się, wielkość odchylenia listków zależy od zgromadzonego na nich ładunku.
Dokładnie skonstruowany oraz wycechowany taki przyrząd nazywa się elektrometrem. Może on służyć do mierzenia wysokich napięć stałych. 
W oparciu o zasadę działania elektroskopu konstruowany jest przyrząd do pomiaru promieniowania jonizacyjnego zwany także elektroskopem. Przyrząd ten jest elektroskopem do którego wprowadzono elektrodę elektryzującą listek elektroskopu wtedy, gdy listek opadnie. Po naelektryzowaniu listek unosi się a opada w wyniku pochłaniania jonów znajdujących się w powietrzu. Gdy listek opadnie, elektryzowany jest ponownie. Liczba opadnięć w danym czasie odpowiada natężeniu promieniowania. Przyrząd ma obecnie znaczenie tylko historyczne i dydaktyczne.
Za pomocą elektroskopu odkryto promienie kosmiczne. Zaobserwowano, że naładowany elektroskop powoli rozładowuje się samoistnie. Efekt był coraz szybszy wraz ze wzrostem wysokości (pomiar wykonano z użyciem balonu). Wytłumaczeniem była jonizacja powietrza przez cząstki pochodzące nie z Ziemi – jak pierwotnie zakładano – a z kosmosu.